# Dana Wynter
Pour les articles homonymes, voir Wynter.
Dana Wynter, de son vrai nom Dagmar Winter, est une actrice américano-allemande née le 8 juin 1931 à Berlin, en (Allemagne), et morte le 5 mai 2011 à Ojai, en Californie, aux (États-Unis).

## Biographie

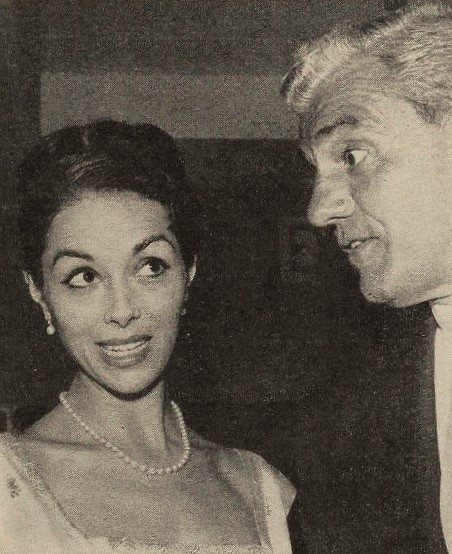
Dana Wynter avec Greg Bautzer en 1959.

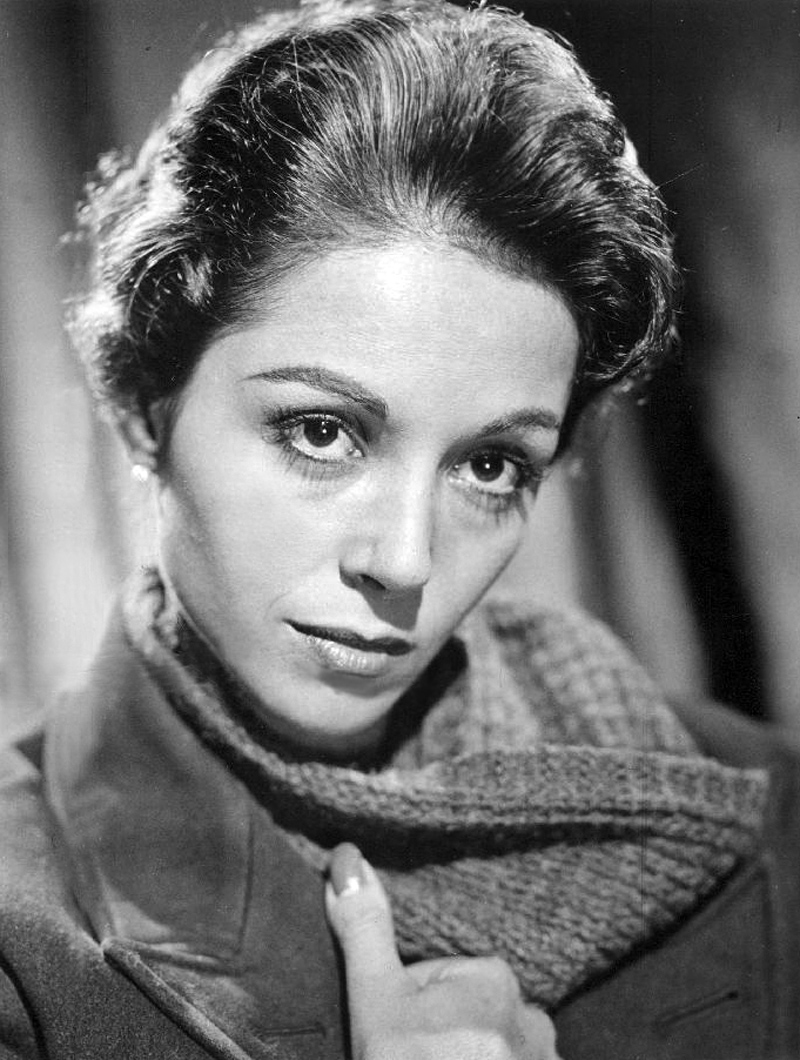
Dana Wynter en 1962.

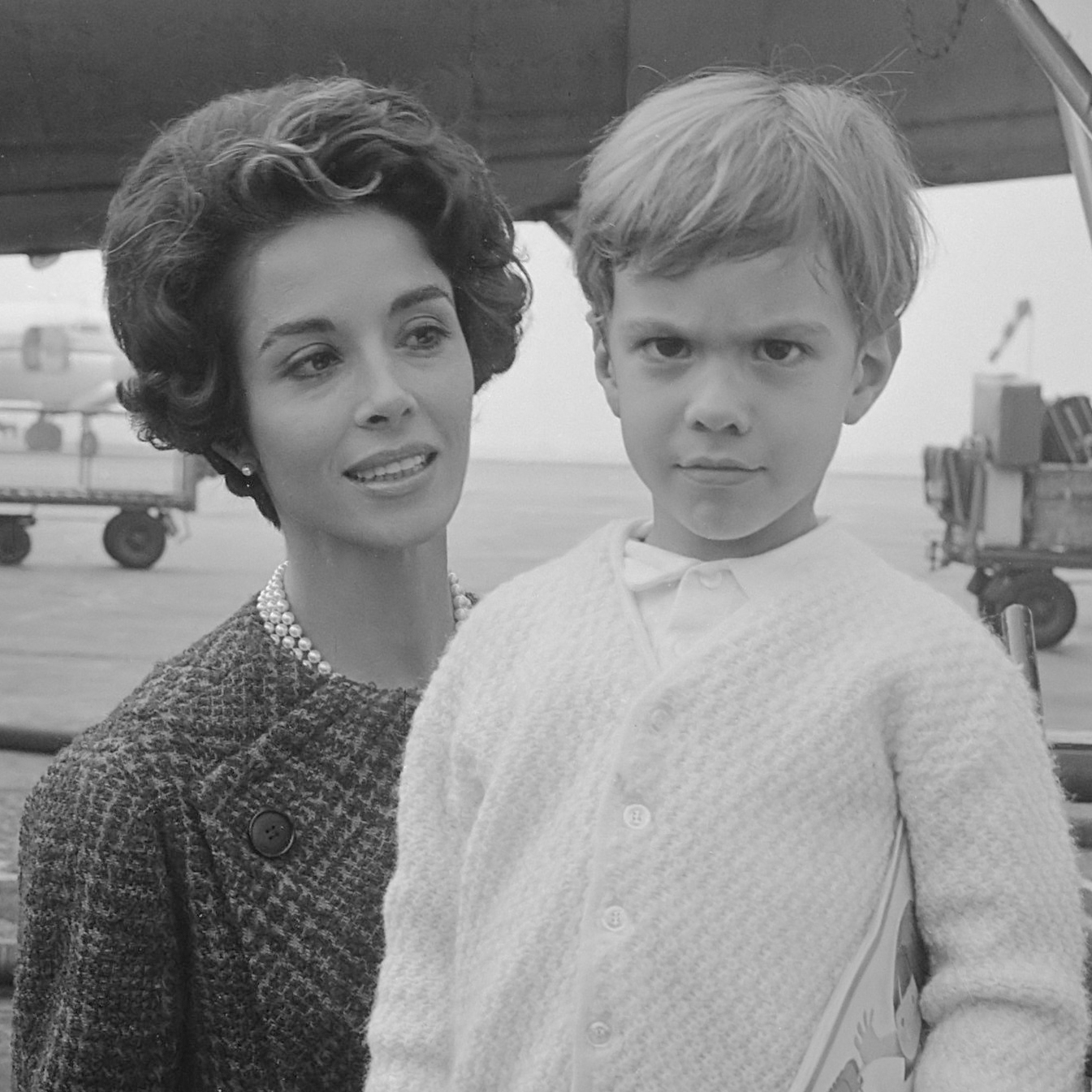
Dana Wynter avec son fils Mark en 1963.

Dana Wynter passe l'essentiel de sa jeunesse en Afrique du Sud, puis au Royaume-Uni et y tourne en 1951-1952 ses premiers films. Puis elle s'établit aux États-Unis en 1953, où elle accomplit la majeure partie de sa carrière, au cinéma et, surtout, à la télévision : elle y joue dans de nombreuses séries et quelques téléfilms, régulièrement jusqu'en 1982, avant une ultime prestation en 1993.
En 1975, pour son dernier rôle au cinéma, elle apparaît dans un film français, Le Sauvage, avec Catherine Deneuve et Yves Montand.
Au théâtre, elle se produit à Broadway en 1954, dans la pièce Black-Eyed Susan d'A. B. Sheffrin, mise en scène par Gregory Ratoff, avec Kay Medford, Vincent Price et Everett Sloane.
Elle est quelquefois créditée « Dagmar Wynter » (voire non créditée) en début de carrière.

## Filmographie partielle

### Au cinéma
- 1951 : Lady Godiva Rides Again de Frank Launder (non créditée)
- 1952 : Colonel March Investigates de Cy Endfield
- 1952 : Le Corsaire rouge (The Crimson Pirate) de Robert Siodmak
- 1953 : Les Chevaliers de la Table ronde (Knights of the Round Table) de Richard Thorpe (non créditée)
- 1955 : Le Train du dernier retour (The View from Pompey's Head) de Philip Dunne
- 1956 : L'Invasion des profanateurs de sépultures (Invasion of the Body Snatchers) de Don Siegel
- 1956 : Au sixième jour (D-Day the Sixth of June) d'Henry Koster
- 1957 : Le Carnaval des dieux (Something of Value) de Richard Brooks
- 1958 : Tonnerre sur Berlin (Fräulein) de Henry Koster
- 1958 : Le Temps de la peur (In Love and War) de Philip Dunne
- 1959 : L'Épopée dans l'ombre (Shake Hands with the Devil) de Michael Anderson
- 1960 : Coulez le Bismarck ! (Sink the Bismarck !) de Lewis Gilbert
- 1961 : La Doublure du général (On the Double) de Melville Shavelson
- 1963 : Le Dernier de la liste (The List of Adrian Messenger) de John Huston : Lady Jocelyn Bruttenholm
- 1968 : Ramenez-le mort ou vif ! (If He Hollers Let Him Go) de Charles Martin : Ellen Whitlock
- 1970 : Triangle de Bernard Glasser
- 1970 : Airport de George Seaton
- 1973 : Santee de Gary Nelson
- 1975 : Le Sauvage de Jean-Paul Rappeneau

### À la télévision

#### Séries
- 1956 : Colonel March (Colonel March of Scotland Yard)
  - Saison unique, épisode 21 La Danseuse assassinée (Death in the Dressing Room)
- 1961-1964 : La Grande Caravane (Wagon Train)
  - Saison 5, épisode 10 The Lizabeth Ann Calhoun Story (1961)
  - Saison 6, épisode 7 The Lisa Raincloud Story (1962)
  - Saison 8, épisode 5 The Barbara Lindquist Story (1964) de R. G. Springsteen
- 1963 : Le Virginien (The Virginian)
  - Saison 1, épisode 20 If you have Tears de Richard L. Bare
- 1963 : L'Homme à la Rolls, première série
  - Saison 1, épisode 9 Who killed Wade Walker ?
- 1965 : Suspicion (The Alfred Hitchcock Hour)
  - Saion 3, épisode 17 An Unlocked Window de Joseph M. Newman
- 1965 : Match contre la vie (Run for your Life)
  - Saison 1, épisode 7 Where Mystery begins de Leslie H. Martinson
- 1966 : Les Mystères de l'Ouest (The Wild Wild West)
  - Saison 1, épisode 23 La Nuit du Bison à deux Pattes (The Night of the Two-Legged Buffalo), de Edward Dein : Lady Beatrice Marquand-Gaynesford
- 1966-1971 : Sur la piste du crime (The F.B.I.)
  - Saison 1, épisodes 26 et 27 The Defector, Parts I & II (1966) de Christian Nyby
  - Saison 3, épisode 7 A Sleeper Wakes (1967) de Robert Douglas
  - Saison 5, épisode 20 Deadly Reunion (1970)
  - Saison 7, épisode 4 The Deadly Gift (1971)
- 1967 : Gunsmoke ou Police des plaines (Gunsmoke ou Marshal Dillon)
  - Saison 13, épisode 12 Death Train
- 1967 : Les Envahisseurs (The Invaders)
  - Saison 2, épisode 13 La Capture (The Captive) de William Hale
- 1969 : Opération vol (It takes a Thief)
  - Saison 2, épisode 13 Vacances à Rio (Guess who's coming to Rio ?)
- 1969 : Max la Menace (Get Smart), première série
  - Saison 5, épisode 4 Widow often Annie
- 1969-1973 : L'Homme de fer (Ironside)
  - Saison 3, épisode 13 Beyond a Shadow (1969) de Richard Benedict
  - Saison 7, épisode 3 In the Forests of the Night (1973) de Russ Mayberry
- 1971 : Docteur Marcus Welby (Marcus Welby, M.D.)
  - Saison 2, épisode 15 False Spring de Russ Mayberry
- 1972 : Hawaï police d'État (Hawaii Five-0)
  - Saison 4, épisode 16 Une vie pour 90 secondes, 1re partie (The Ninety-Second War, Part I) de Bob Sweeney
- 1973-1975 : Cannon
  - Saison 2, épisode 22 À cache-cache (Catch me If you can, 1973) de William Hale
  - Saison 3, épisode 25 Le Triangle maudit (Triangle of Terror, 1974) de George McCowan
  - Saison 4, épisode 24 Pas de témoin (Search and Destroy, 1975)
- 1976 : Los Angeles, années 30 (City of Angels)
  - Saison unique, épisode 13 Match Point de Ralph Senensky
- 1979 : L'Île fantastique (Fantasy Island)
  - Saison 3, épisode 2 Goose for the Gander / The Stuntman
- 1979-1981 : La croisière s'amuse (The Love Boat)
  - Saison 2, épisode 25 Meurtre au large (Sounds of Silence / Cyrano de Bricker / Murder on the High Seas, 1979)
  - Saison 4, épisode 16 Une belle amitié (Gopher's Bride / Workaholic / On Second, 1981)
- 1980 : Timide et sans complexe (Tenspeed and Brown Shoe)
  - Saison unique, épisode 13 Trente-six chandelles pour quarante-deux carats (Diamonds aren't Forever)
- 1981 : Pour l'amour du risque (Hart to Hart)
  - Saison 2, épisode 8 La Rivière de diamants (Ex-Wives can be murder)
- 1982 : Magnum
  - Saison 2, épisode 19 Illusion et réalité (Double Jeopardy) de Robert Totten
  - Saison 3, épisode 8 Le Fleuret (Foiled Again)

#### Téléfilms
- 1968 : Companions in Nightmare de Norman Lloyd
- 1969 : Any Second Now de Gene Levitt
- 1971 : Owen Marshall, Counselor at Law (en) de Buzz Kulik
- 1973 : Manhattan poursuite (The Connection) de Tom Gries
- 1980 : M Station : Hawaii de Jack Lord
- 1993 : Le Retour de l'Homme de fer (The Return of Ironside) de Gary Nelson